# Bruno Pignata

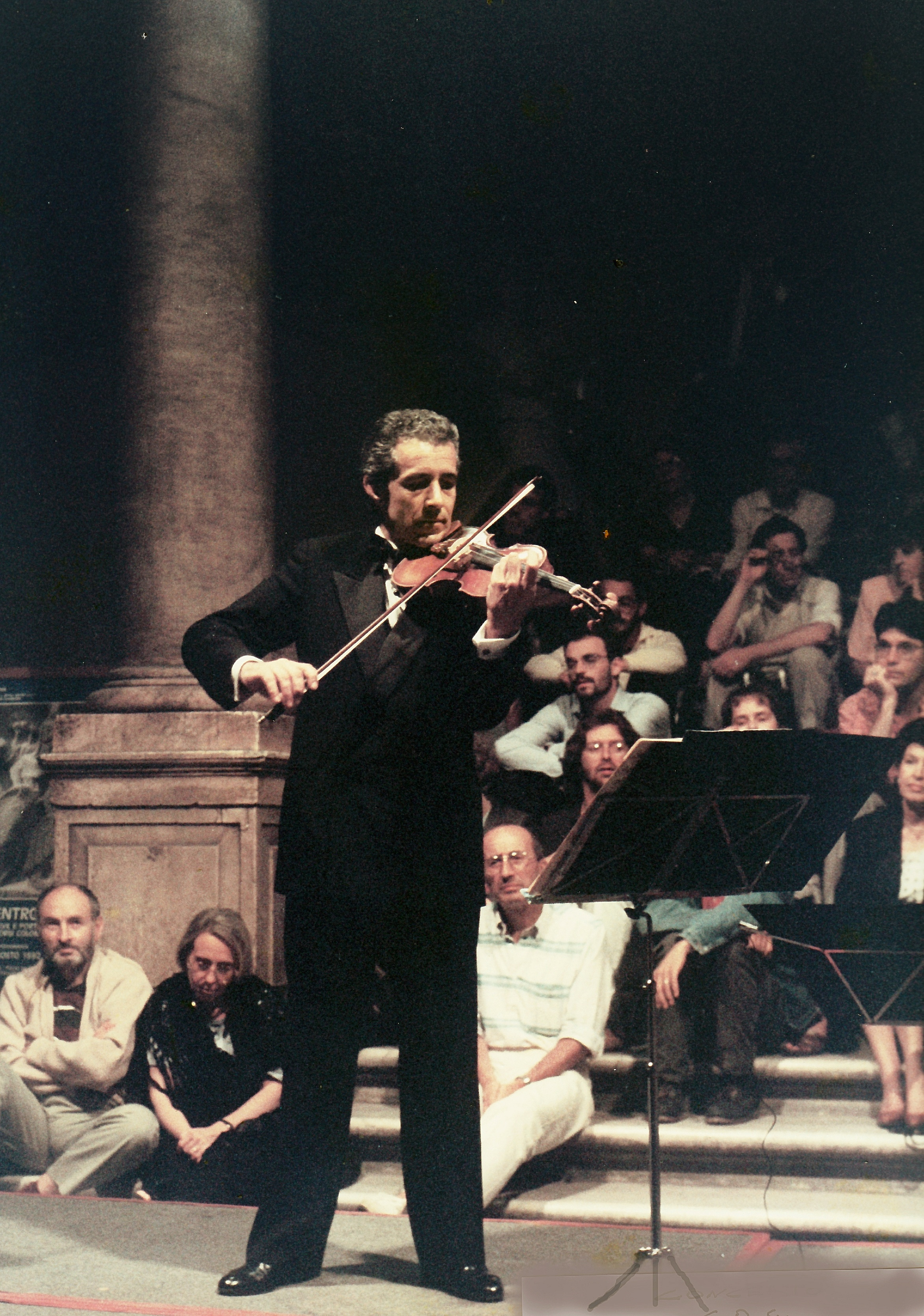
Bruno Pignata in concerto con il "Cannone" nel 1992 a Genova

Bruno Pignata (Busca, 10 febbraio 1943) è un violinista italiano.

## Biografia
Dopo aver terminato gli studi in Italia si è perfezionato a Ginevra con Henry Szeryng.
Durante la sua carriera da concertista ha dato un forte contributo alla riscoperta della musica da camera di Niccolò Paganini collaborando continuativamente con l'Istituto di Studi Paganiniani che gli ha affidato revisione e prima esecuzione di molte opere ancora non pubblicate.
Fondatore del Quartetto Paganini, ha inciso per la casa discografica Dynamic l'opera omnia dei quartetti di Paganini comprendenti i 15 Quartetti con chitarra, i 3 Quartetti ed i 4 notturni per quartetto ad archi, oltre a 6 Duetti per violino e chitarra assieme al chitarrista Pino Briasco.
Gli è stata conferita l’alta onorificenza del Grifo d’Argento dalla città di Genova “al suo impegno concertistico” e “alla sua opera di divulgazione nel mondo” della musica di Paganini e ha avuto l’onore di esibirsi ripetutamente (dal 1982 al 1997) con il celebre Guarneri del Gesù soprannominato “Cannone", violino appartenuto a Niccolò Paganini.
Ha riscoperto e inciso sempre per la Dynamic le opere per violino e pianoforte e per trio con  pianoforte (assieme al pianista Franco Giacosa ed al violoncellista Riccardo Agosti) di Camillo Sivori, unico allievo di Paganini, di cui  ha suonato il violino, dopo cento anni di inattività, a lui appartenuto e costruito da Jean-Baptiste Vuillame.
È l'ideatore del Concerto di Ferragosto, appuntamento annuale che si svolge in altura dal 1981, anno in cui nella prima edizione eseguì le Quattro Stagioni di Vivaldi al rifugio Quintino Sella (2640 m s.l.m.) ai piedi del  Monviso.
È stato titolare della cattedra di violino presso i Conservatori Giuseppe Verdi di Torino e Giorgio Federico Ghedini di Cuneo.

## Discografia
- Paganini: Quartetti n.10-11-12-13 Per Violino, Viola, Chitarra e Violoncello - Quartetto Paganini, 1982 DYNAMIC
- Paganini: Quartets n. 1-9-10-11-12-13 for Violin, Viola, Guitar and 'Cello - Quartetto Paganini, 1986 DYNAMIC
- Paganini: Quartets n. 3-7-14 for Violin, Viola, Guitar and 'Cello - Quartetto Paganini, 1988 DYNAMIC
- Paganini: Quartets n. 2-8-15 for Violin, Viola, Guitar and 'Cello, Quartetto Paganini, 1991 DYNAMIC
- Paganini: Quartets n. 4-5-6 for Violin, Viola, Guitar and 'Cello, Quartetto Paganini, 1991 DYNAMIC
- Sivori: Works for violin and piano, complete trios, Bruno Pignata, Franco Giacosa, Riccardo Agosti, 1994 DYNAMIC
- Paganini: The complete string quartets, Quartetto d'Archi Paganini, 1994 DYNAMIC
- Paganini: 4 notturni a quartetto, 6 duetti per violino e chitarra - Bruno Pignata, Pino Briasco, Quartetto d'Archi Paganini, 1995 DYNAMIC